# Sascha Viertl
Sascha Viertl (* 1. November 1990) ist ein österreichischer Fußballspieler.

## Karriere
Viertl begann seine Karriere in der AKA Austria Wien. 2007 ging er zum PSV Team für Wien. Im Sommer 2007 wechselte er zum Floridsdorfer AC. Mit den Floridsdorfern konnte er 2014 den Aufstieg in den Profifußball feiern. Sein Profidebüt gab er am ersten Spieltag der Saison 2014/15 gegen den SC Austria Lustenau.
Zur Saison 2017/18 wechselte er zum viertklassigen SV Leobendorf.